# North Star Bugt
North Star Bugt är en vik i Grönland (Kungariket Danmark). Den ligger i kommunen Qaasuitsup, i den nordvästra delen av Grönland. I närheten ligger Pituffik Space Base. Viken är uppkallad efter fartyget HMS North Star som övervintrade här.